# Andrij Kokura
Andrij Kokura (ukrainisch Андрій Кокура, internationale Schreibweise Andrii oder Andriy Kokura; * 16. Februar 2003 in Kiew) ist ein ukrainischer Eiskunstläufer und Filmemacher. Als Eiskunstläufer vertritt er die Ukraine im Einzellauf.

## Persönliches
Kokura wuchs in Kiew auf und spricht Russisch als Muttersprache. Bis zum russischen Überfall auf die Ukraine im Februar 2022 studierte er an der Nationalen Sporthochschule der Ukraine. Zusammen mit seinem Trainingskollegen Iwan Schmuratko gründete er den Videopodcast The Scores Please, der für sich beansprucht, der erste Podcast über Eiskunstlauf aus der Ukraine zu sein. Nach den Angriffen der russischen Armee auf Kiew im Februar 2022 floh Kokura nach Frankreich und lebt seitdem in Corbevoie.

## Werk als Filmemacher
2020 – im Alter von 17 Jahren – stellte Kokura auf dem Molodist International Film Festival seinen Kurzfilm Run away vor, in dem er selbst eine der Hauptrollen spielte. Dort lernte er die Schauspielerin Dasha Volga kennen, die er als Darstellerin für sein nächstes Filmprojekt gewann.
Kokuras erster Langfilm Pokut wurde 2022 ebenfalls auf dem Molodist International Film Festival gezeigt, das in diesem Jahr aufgrund des Krieges in der Ukraine im Rahmen des Filmfests Hamburg ausgerichtet wurde. Er handelt von einem Mädchen, das den Tod ihrer Mutter verarbeitet. Kokura hatte zwei Jahre an dem Film gearbeitet und über Dasha Volga auch Alina Kostyukova und Andrii Romania dafür gewonnen. Die Hauptdarstellerin Alina Kostyukova ist keine professionelle Schauspielerin; Kokura sprach sie über Instagram an. Er drehte den Film mit eigenen Mitteln ohne weitere Finanzierung und ohne professionelle Crew. Sein Vater Valerij Kokura fungierte als Produzent. Nachdem der Vater unerwartet während der Dreharbeiten gestorben war, arbeitete Kokura auch Aufnahmen von seinem Vater in den Film ein.

## Sportliche Karriere
Andrij Kokura begann 2006 mit dem Eiskunstlauf. Er trainierte zuerst bei Anatoly Evdokimov, inzwischen ist sein Trainer der ehemalige Europameister Dmytro Dmytrenko. In seiner ersten Saison bei den Erwachsenen belegte er bei den Ukrainischen Meisterschaften den 5. Platz; in den folgenden Jahren gewann er eine Silber- und eine Bronzemedaille. 2020 vertrat er die Ukraine bei den Olympischen Jugend-Winterspielen, wo er den Platz 9 erreichte.
Seit er Kiew aufgrund des Einmarschs der russischen Armee verlassen musste, trainiert er im Olympic Club Corbevoie bei Laurent Depouilly. Er nahm an der Nebelhorn Trophy 2022 teil, wo er den 15. Platz belegte. Der französische Eislaufverband lud ihn ein, an den Französischen Meisterschaften teilzunehmen, wo er den 10. Platz erreichte.

## Ergebnisse
| Meisterschaft / Saison         | 2017/18 | 2018/19 | 2019/20 | 2020/21 | 2021/22 | 2022/23 |
| ------------------------------ | ------- | ------- | ------- | ------- | ------- | ------- |
| Europameisterschaften          |         |         | 30.     |         |         |         |
| Ukrainische Meisterschaften    | 5.      | 2.      | 3.      | 4.      | 7.      |         |
| Französische Meisterschaften   |         |         |         |         |         | 10.     |
| Challenger-Serie / Saison      | 2017/18 | 2018/19 | 2019/20 | 2020/21 | 2021/22 | 2022/23 |
| Nebelhorn Trophy               |         |         |         |         |         | 15.     |
| Juniorenwettbewerb / Saison    | 2017/18 | 2018/19 | 2019/20 | 2020/21 | 2021/22 | 2022/23 |
| Olympische Jugend-Winterspiele |         |         | 9.      |         |         |         |
| Juniorenweltmeisterschaften    |         | 26.     |         |         |         |         |
| Junior Grand Prix Polen        |         |         |         |         | 12.     |         |
| Junior Grand Prix Lettland     |         |         | 19.     |         |         |         |
| Junior Grand Prix Kroatien     |         |         | 14.     |         |         |         |